# Figures de Lichtenberg

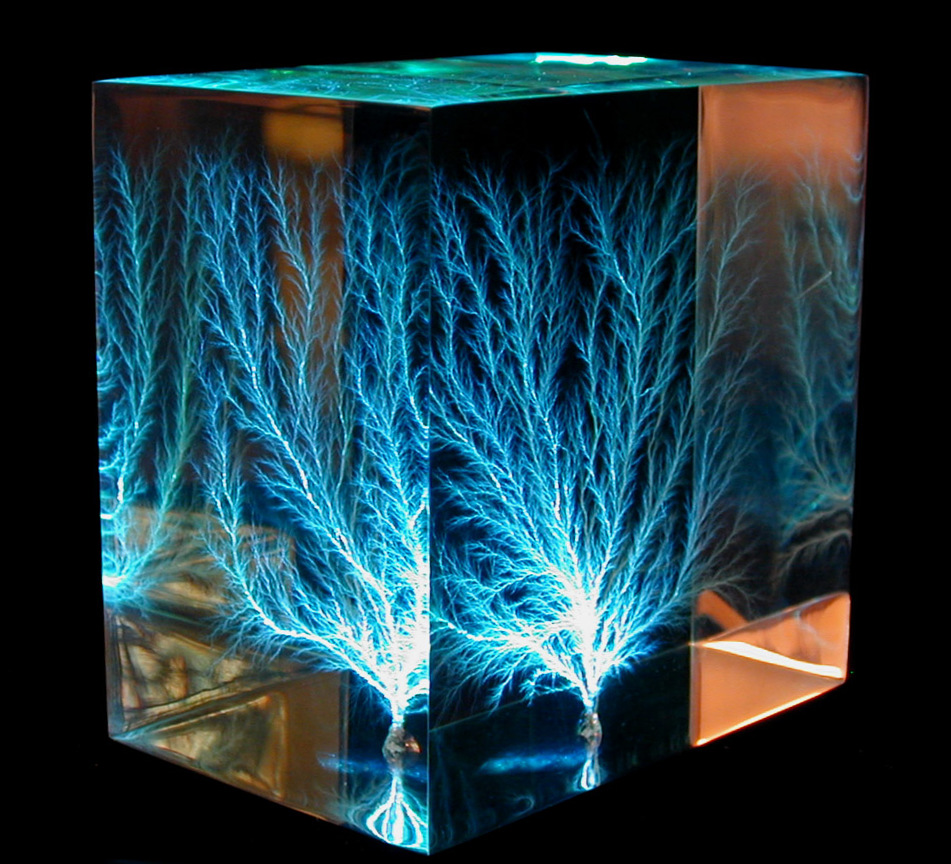
Moderna Figura de Lichtenberg tridimensional o "arborescència elèctrica" dins d'un bloc d'acrílic (PMMA) transparent. Es creu que el patró de descàrrega s'estén com fractal àdhuc fins al nivell molecular. Grandària real: 76 mm × 76 mm × 51 mm.

Les figures de Lichtenberg (Lichtenberg-Figuren, o Lichtenberg Dust Figures) són imatges produïdes per descàrregues elèctriques ramificades, arborescents, que de vegades es formen sobre la superfície o a l'interior de materials aïllants (dielèctrics). Es diuen així pel físic alemany Georg Christoph Lichtenberg, qui inicialment les va descobrir i les va estudiar. Al començament ell va pensar que aquestes formes característiques podrien ajudar a revelar la naturalesa dels "fluids" elèctrics positiu i negatiu, com s'imaginava l'electricitat en aquesta època. En 1777 Lichtenberg va construir un gran electròfor capaç de generar altes tensions d'electricitat estàtica mitjançant un procés d'inducció elèctrica. Després de produir una descàrrega d'alta tensió sobre un punt de la superfície d'un material aïllant, Lichtenberg feia visibles els patrons radials arborescents mitjançant pólvores acolorides que es fixaven sobre les càrregues electroestàtiques. Després pressionava fulles de paper en blanc sobre les figures ramificades, la qual cosa les transferia al paper i li permetia conservar-les. Així va descobrir el principi bàsic que després s'empraria en les fotocopiadores i impressores per xerografia. Aquest descobriment també va ser l'inici de l'actual Física del plasma.
Encara que Lichtenberg només va estudiar les figures bidimensionals que es produïen en la superfície dels dielèctrics, els moderns investigadors de les altes tensions estudien les figures (arborescències elèctriques) de dues i tres dimensions, sobre i dins dels materials aïllants. Les figures de Lichtenberg ara també s'empren com a exemples de fractals.

## Figures de Lichtenberg bidimensionals
Poden produir-se figures de Lichtenberg bidimensionals col·locant perpendicularment la punta afilada d'una agulla sostinguda per una estructura aïllant, sobre la superfície d'una placa de material no conductor, com a resina, ebonita o vidre. La punta ha de situar-se molt propera o en contacte amb la superfície. Després ha d'aplicar-se una font d'alta tensió a l'agulla, mitjançant un salt d'espurna. Aquesta font pot ser una ampolla de Leyden prèviament carregada (és un antic tipus de condensador elèctric), o sinó un generador d'electricitat estàtica, per exemple un electròfor, una màquina de Wimshurst o un generador de Van de Graaff. Això crearà una brusca descàrrega elèctrica cap a la superfície de la placa aïllant, que dipositarà àrees de càrrega estàtica sobre ella. Aquestes àrees poden després visualitzar-se sobre la placa aïllant mitjançant la dispersió d'una barreja de flor de sofre, que és sofre finament polvoritzat, de color groc pastís, amb pols de minio (tetraòxid de plom, Pb₃O₄), de color vermell.
Durant la seva manipulació, el sofre en pols tendeix a adquirir una lleu càrrega negativa, mentre que el minio tendeix a adquirir-la positiva. Les àrees de la placa aïllant carregades positivament atrauran la pols de sofre, negatiu, mentre que les àrees carregades negativament atrauran la pols de minio, positiu. A més de la distribució de colors que això produirà, hi haurà marcades diferències en les formes de la figura, en relació amb la polaritat de la càrrega que es va aplicar sobre la placa aïllant. Si va ser carregada amb electricitat positiva, es veurà un patró àmpliament estès format per un nucli dens des del qual irradien ramificacions en totes adreces. Quan la placa ha estat carregada amb electricitat negativa, les àrees són considerablement menors i, o tenen un límit net i circular, o com dispersat per un soplador, i desproveït de ramificacions.
Si la placa aïllant rep una successió de càrregues positives i negatives com les provinents d'una bobina d'inducció, resultarà una figura mixta, formada per un gran nucli central vermell que correspondrà a la càrrega negativa, envoltada per rajos grocs que correspondran a la càrrega positiva. La diferència entre les figures positives i les negatives depenen de la presència d'aire: la diferència tendeix a desaparèixer quan l'experiment es realitza en el buit. Les figures de Lichtenberg van ser completament descrites en la seva memòria Super nova methodo motum ac naturam fluidi electrici investigandi (Göttinger Novi Commentarii, Göttingen, 1777). Ara se sap que les càrregues són transferides a la superfície del dielèctric mitjançant petites descàrregues en forma d'espurnes que ocorren al llarg del límit entre el gas i la superfície del dielèctric. Una vegada transferits, aquests excessos de càrrega queden temporàniament fixats. Les formes de les resultants distribucions de càrrega reflecteixen la forma de les espurnes de descàrrega, les que al seu torn depenen de la polaritat de l'alta tensió i de la pressió del gas. Si s'empren tensions cada vegada majors es podrà generar figures amb major diàmetre i més quantitat de ramificacions. També se sap actualment que les figures de Lichtenberg positives presenten majors estructures i més ramificades perquè les grans descàrregues dins de l'aire poden formar-se i propagar-se més fàcilment des de terminals d'alta tensió carregats positivament.
Quan es contamina una superfície dielèctrica amb material semiconductor, pot formar-se espontàniament un altre tipus de figures de Lichtenberg bidimensionals. Si s'aplica una alta tensió excessiva a través d'aquest material, els corrents de fugida poden causar escalfaments localitzats i una conseqüent i progressiva degradació i cremat del material subjacent. Sota la superfície del material es formaran patrons de cremat ramificats, arborescents, anomenats arborescències elèctriques. Aquests camins poden arribar a constituir un pont conductiu a través de la substància dielèctrica i portar a una falla catastròfica del material aïllant.

## Figures de Lichtenberg tridimensionals
Poden crear-se modernes figures de Lichtenberg tridimensionals dins de materials aïllants sòlids com l'acrílic (polimetacrilat, anomenat també PMMA) o el vidre, que en ser transparents permeten la seva visualització. El material plàstic acrílic sol ser nomenat també per les seves marques comercials més conegudes: Lucite, Plexiglas, o Perspex. S'aconsegueix mitjançant la injecció en ells d'un feix d'electrons d'alta velocitat provinents d'un accelerador de partícules com el Linac, un tipus d'accelerador de partícules lineal. Dins del Linac els electrons són enfocats i accelerats per formar un feix de partícules d'alta velocitat. Els electrons que emergeixen de l'accelerador tenen energies superiors als 25 MeV, i viatgen a una velocitat propera (95 a 99+ %) de la velocitat de la llum (velocitats relativistes). Si el feix d'electrons és dirigit cap a un cos d'acrílic, els electrons penetraran fàcilment la superfície, perdran ràpidament velocitat a mesura que vagin col·lidint amb les molècules del plàstic, i finalment es detindran i quedaran en la profunditat del cos d'acrílic. Com aquest material és un excel·lent aïllant elèctric, aquests electrons quedaran temporàniament atrapats dins del cos i formaran una zona aïllada amb excessiva càrrega negativa. Si es continua amb la irradiació, la suma de la càrrega atrapada pot aconseguir milions de volts. Quan la tensió acumulada aconsegueix o supera la rigidesa dielèctrica de l'acrílic, algunes porcions del plàstic es tornaran bruscament conductives en un procés anomenat ruptura o disrupció dielèctrica. Quan aquest procés està proper a produir-se, pot provocar-se fàcilment el seu inici en clavar-li al cos una punta metàl·lica connectada a terra.
Durant la ruptura o disrupció dielèctrica, l'arborescència ramificada o canals conductius en forma de falguera, ràpidament es formen i propaguen a través del plàstic, la qual cosa permet que les càrregues atrapades erupcionen bruscament en petits centelleigs i esclats. Com diu el paràgraf anterior, pot disparar-se manualment la disrupció dielèctrica d'un cos carregat en clavar-li una punta afilada de material conductor, per crear així un punt que tensiona el material per sobre la seva rigidesa dielèctrica. Durant la descàrrega, les poderoses espurnes elèctriques deixen milers de cadenes ramificades de fractura en el material; es crea així una figura de Lichtenberg permanent dins del cos aïllant. Com la càrrega aïllada dins del cos és negativa, la descàrrega real s'inicia des de la càrrega positiva de la seva superfície exterior, així que la descàrrega real resultant crea una figura de Lichtenberg positiva dins del cos. Aquests estranys i bells objectes són anomenats de vegades arborescències electròniques o arbres de llum. Com els electrons es desacceleren ràpidament dins de l'acrílic, es generen també poderosos rajos X. Aquesta radiació X enfosqueix el material acrílic, perquè introdueix defectes (centres de color) en un procés anomenat solarització per radiació. L'acrílic pren així un color d'ambre a marró, encara que antics compostos acrílics de vegades viran a un color verd llimona. El color usualment va esvaint-se amb el temps, i un suau escalfament combinat amb oxigen, accelera el procés de decoloració.

## Ocurrència natural
Les figures de Lichtenberg poden també aparèixer sobre la pell de víctimes d'un llamp. Són vermelloses, amb patrons en forma de falguera, i poden persistir per hores o dies. També, per als metges legistes, són un indicador que ajuda a determinar la causa de la mort. A les figures de Lichtenberg que, com en aquest cas, apareixen sobre persones, les hi crida de vegades flors del llamp, i es pensa que són causades per la ruptura de gots capil·lars sota la pell, produïda pel passatge de l'elevada corrent elèctric de la descàrrega del llamp, per les ones de xoc del so, o pel poderós centelleig lluminós. La caiguda d'un llamp també pot produir una gran figura de Lichtenberg sobre l'herba, a la zona que envolta el punt d'impacte. De vegades les hi troba en els camps de golf o en prades de gespa. Poden a més crear-se fulguritas, quan la intensa calor produïda pel corrent elèctric del llamp fon la sorra o la terra del sòl i forma tubs vitrificats.

## Similituds amb els fractals
Els patrons ramificats i autosimilars observats en les figures de Lichtenberg exhibeixen propietats fractals. Freqüentment es desenvolupen figures de Lichtenberg durant la ruptura o disrupció elèctrica en sòlids, líquids i fins a en gasos. La seva aparició i creixement semblen estar relacionats amb un procés anomenat "agregació per difusió limitada" o DLA, sigla formada des del seu nom en anglès. Niemeyer, Pietronero, i Weismann van desenvolupar en 1984 un útil model macroscòpic que combina un camp elèctric amb la DLA, conegut com el model de ruptura dielèctrica o DBM. Encara que els mecanismes de la ruptura dielèctrica en l'aire i en un cos d'acrílic són molt diferents, les descàrregues ramificades tornen a estar relacionades. Per això, no va ser sorprenent que en les formes ramificades del llamp natural també es trobessin característiques fractals.